# Rocas de Eden
Las Rocas de Eden son dos rocas que se encuentran a 1.5 kilómetros de la costa este de la isla Dundee, en el extremo norte de la Península Antártica.

## Hallazgo
El 30 de diciembre de 1842, el capitán James Clark Ross de la Marina Real informó de la existencia de una pequeña isla allí y la llamó "Isla Eden" en honor al capitán Charles Eden. Tras un estudio realizado por el Falkland Islands Dependencies Survey en 1953, se informó que la formación consiste en dos islotes rocosos que se elevan a unos 90 metros de altura.

## Área importante para las aves
Una área de 73 hectáreas, que comprende las rocas y el mar intermedio, ha sido identificado como una área importante para la conservación de las aves (AICA) por BirdLife International porque sustenta una gran colonia de reproducción de aproximadamente 45,000 parejas de pingüinos Adelia.